# Gustav von Segebaden

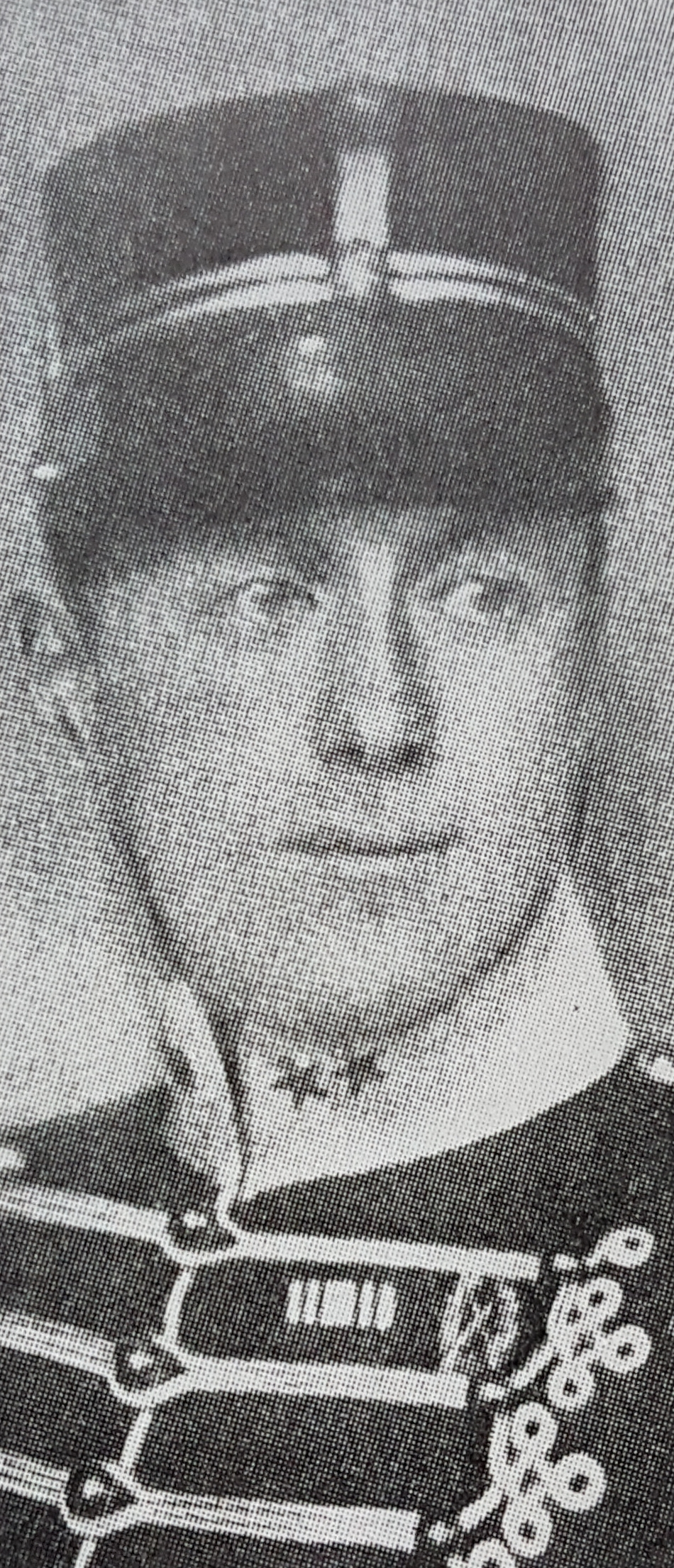
Gustav von Segebaden

 Gustav (Gösta) Ludvig Oscar Ugo von Segebaden , född 13 januari 1890 i Harplinge, död 6 mars 1921 i Bygdøy i Norge, var en svensk militär (löjtnant) och flygpionjär.
von Segebaden genomgick flygutbildning i England 1913 och tilldelades efter certifikatproven engelskt certifikat nr 699 och svenskt aviatördiplom nr 16 utfärdat av S.A.S. (Svenska Aeronautiska Sällskapet). Den 9 juni 1920 startade han från Malmen med en Focker D VII för att utföra ett höjdprov; efter 48 minuter nådde han den svenska rekordhöjden 6 900 meter. Han förolyckades vid en flyguppvisning utanför Kristiania 1921, när hans Phönixflygplan bröts sönder i luften och totalhavererade inför 25 000 åskådare.
von Segebadens begravning finns bevarad på film. Han var son till Anders Gustav Ludvig von Segebaden och Beda Vilhelmina Andersson, han växte upp i en familj med sju syskon. Gustav von Segebaden är begravd på Harplinge kyrkogård.
Ett videoprojekt "Løytnant Von Segebadens fly" av filmproducenten Knut Jorfald och det norska bandet Bjølsen Valsemølle släpptes på hundraårsminnet av flygkraschen. En singel med samma namn släpptes också.